# Туула
Ту́ула (ест. Tuula küla) — село в Естонії, у волості Сауе повіту Гар'юмаа.

## Населення
Чисельність населення на 31 грудня 2011 року становила 227 осіб.